# ゾフィー・トイバー＝アルプ
ゾフィー・アンリエット・ゲルトルード・トイバー＝アルプ（Sophie Henriette Gertrude Taeuber-Arp、1889年1月19日 - 1943年1月13日）は、スイスの芸術家、画家、彫刻家、テキスタイルデザイナーおよびダンサー。
20世紀のコンクリート・アートおよび幾何学構成的絵画の芸術家の中で最も重要な芸術家の一人と見なされている。

## 生い立ち
ゾフィー・アンリエット・ゲルトルード・トイバー (Sophie Henriette Gertrude Taeuber) （しばしば「Tauber」とも綴られる）は、プロイセンの薬剤師エミール・トイバーとゾフィー・トイバー＝クリュージの5番目の子供としてスイスのダボスに生まれる。父親はゾフィーが2歳のときに結核のため死去し、一家はトローゲンに移住、母親は同地でペンションを開いた。彼女はザンクト・ガレンの職業学校 (Gewerbeschule, 現在は School of Applied Arts) で1906年から1910年までテキスタイル・デザインを学んだ。その後ミュンヘンのヴィルヘルム・フォン・デブシッツの学校で1911年から1913年まで学び、その間にハンブルクの芸術・工芸学校 (Kunstgewerbeschule) でも1年間学んだ。1916年に彼女はチューリッヒでルドルフ・フォン・ラバンの主催する舞踊学校でダンスを学び、夏にはアスコナのモンテ・ヴェリタの芸術家村に参加した。1917年にはラバンがアスコナで主催したサン・フェスティバルでマリー・ヴィグマンやその他の舞踊家と共に踊っている。

## ダダイスム

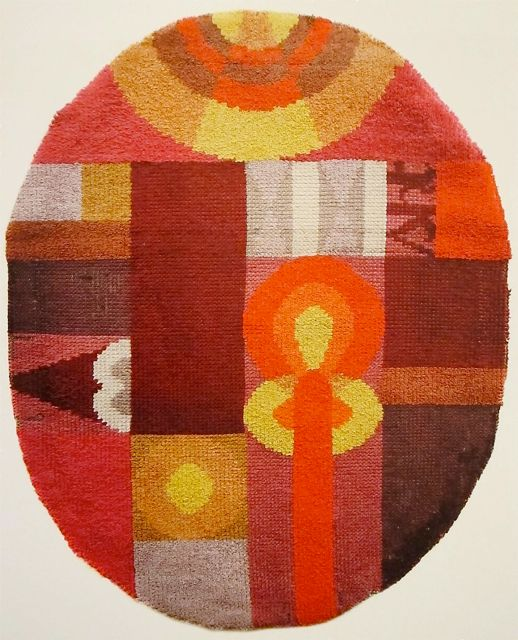
Oval Composition with Abstract Motifs, 1922

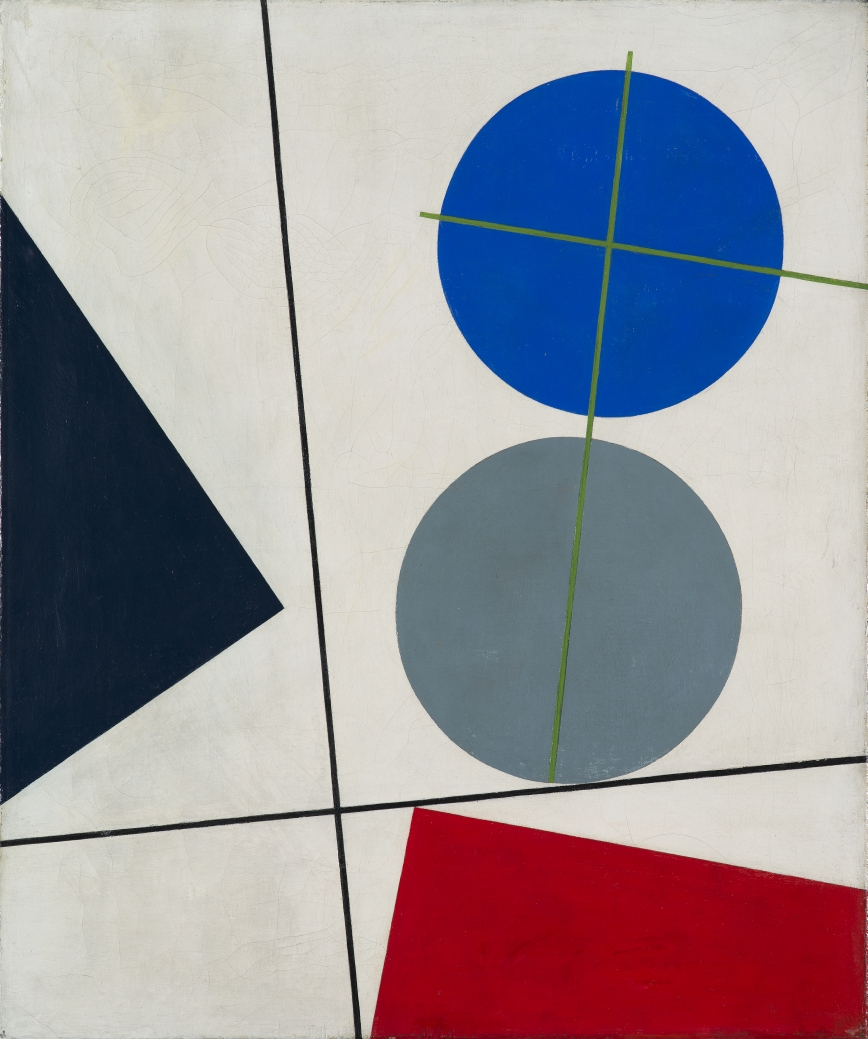
Kompozycja, 1931

Grasse - geometric and wavy lines, 1940. (Colored pencil on paper, 26 x 34.4 cm). Vector drawing by Myriam Thyes, based on Taeuber-Arp's work

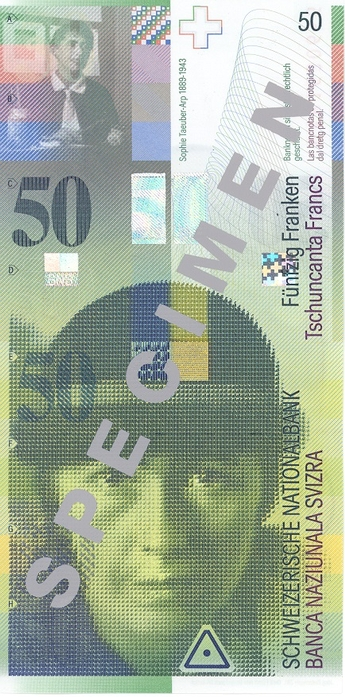
トイバー＝アルプの描かれた50スイスフラン紙幣

1915年にタナーギャラリーの展覧会で彼女はダダイスムのアーティスト、ジャン・アルプと出会った。それ以降2人は、1943年に彼女が死去するまで協力して多くの作品を残した。2人は1922年に結婚し、彼女は姓を「トイバー＝アルプ」と変更した。
トイバー＝アルプは Zurich Kunstgewerbeschule （現在のチューリッヒ芸術大学）で1916年から1929年まで織物やその他のテキスタイルアートについて講義を行った。彼女の1916年頃から1920年代にかけてのテキスタイルおよびグラフィック作品は、ピエト・モンドリアンやカジミール・マレーヴィチらの作品と並ぶ最古の構成主義作品である。これらの洗練された幾何学の抽象概念は、色と形の間の相互作用の微妙な理解を反映する。
この期間に彼女は、キャバレー・ヴォルテールを中心としたチューリッヒ・ダダムーブメントに関わることとなった。彼女はダダイスムにインスパイアされたパフォーマンスにダンサー、振り付け師、人形使いとして加わり、キャバレー・ヴォルテールだけでなく他のスイスやフランスの劇場でも人形、衣装およびセットをデザインした。1917年のギャラリー・ダダの開場公演で、彼女はフーゴ・バルの詩にマルセル・ヤンコのシャーマニズム的なマスクを被って踊った。1年後、彼女はトリスタン・ツァラらと共にチューリッヒダダイスム宣言を発表した。
彼女はまた、クロムメッキした木製の「"Dada Heads"」のような抽象的な多くの彫刻作品も製作した。

## フランスで
1926年、トイバー＝アルプとジャン・アルプはストラスブールに移り住み、二人はフランスの市民権を取得した。その後二人はストラスブールとパリで生活した。そこでトイバー＝アルプは数多くのインテリアデザインの依頼 - 例えばオーベットのためのラジカル構成主義のインテリア - を受けた。このプロジェクトにはジャン・アルプとテオ・ファン・ドゥースブルフも後に加わった。1927年にはブランシュ・ガシェと共同で「Welly Lowell」を著した。
1920年代後半から彼女は主にパリに住み、実験的デザインをし続けた。1928年にはパリ郊外に移り住み、新居といくつかの家具をデザインした。
1930年代にはセルクル・エ・カレ、そしてその後継であるアブストラクション・クレアシオンのメンバーとなり、非具象芸術の旗手として活動した。30年代後半にはロシア構成主義のレビュー「Plastique(Plastic)」をパリで設立する。サークルにおける彼女の友人にはソニア・ドローネー、ロベール・ドローネー、ワシリー・カンディンスキー、ジョアン・ミロ、マルセル・デュシャンらがいた。
1940年にトイバー＝アルプとジャン・アルプはナチス占領前にパリから逃れて南フランスのグラースに移り住み、そこでソニア・ドローネーらと共に芸術村を作り上げた。
ヴィシー政権成立後はパリを離れて各地で創作を継続したが、1943年に滞在先のスイスで就寝中、ストーブの故障による一酸化炭素中毒により事故死した。アルプはショックのあまり鬱に陥り、修道院にこもって4年間彫刻などの製作を絶った。

## レガシー
トイバー＝アルプの肖像は1995年以来50スイス・フラン紙幣に採用されていた。
トイバー＝アルプとジャン・アルプの記念美術館は2007年にドイツのローランズエック駅に開館された。同駅はリチャード・マイヤーによって再設計された。

## 栄誉
2016年1月19日、グーグルはGoogle Doodleでゾフィーの127回目の誕生日を祝った。ドゥードゥルはマーク・ホルムズがデザインした。

## 作品

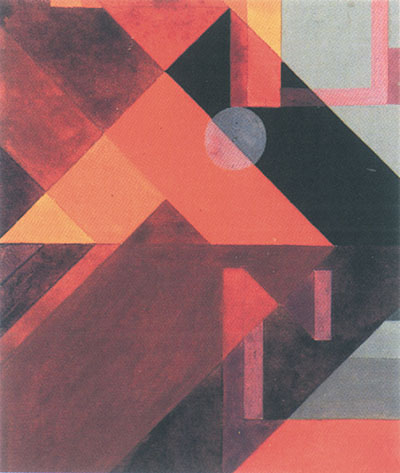
対角線と円のコンポジション、1916
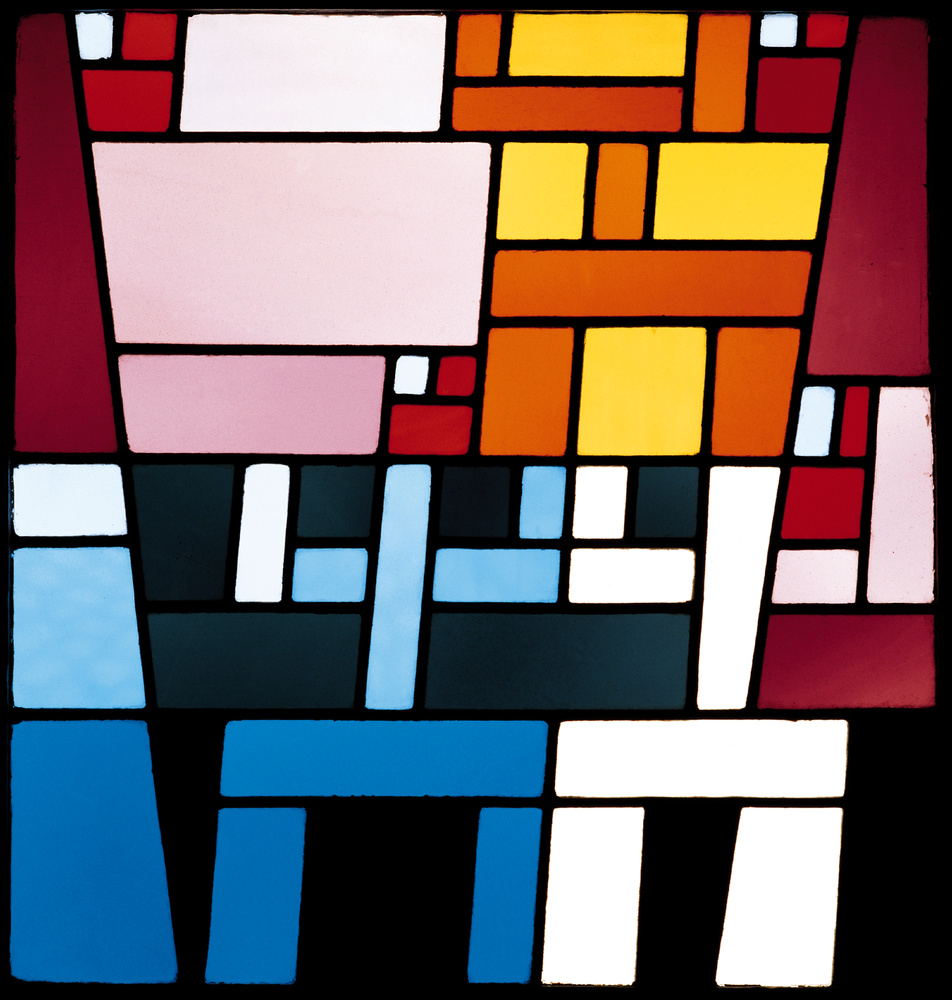
（ステンドグラス）抽象作品、1926–27
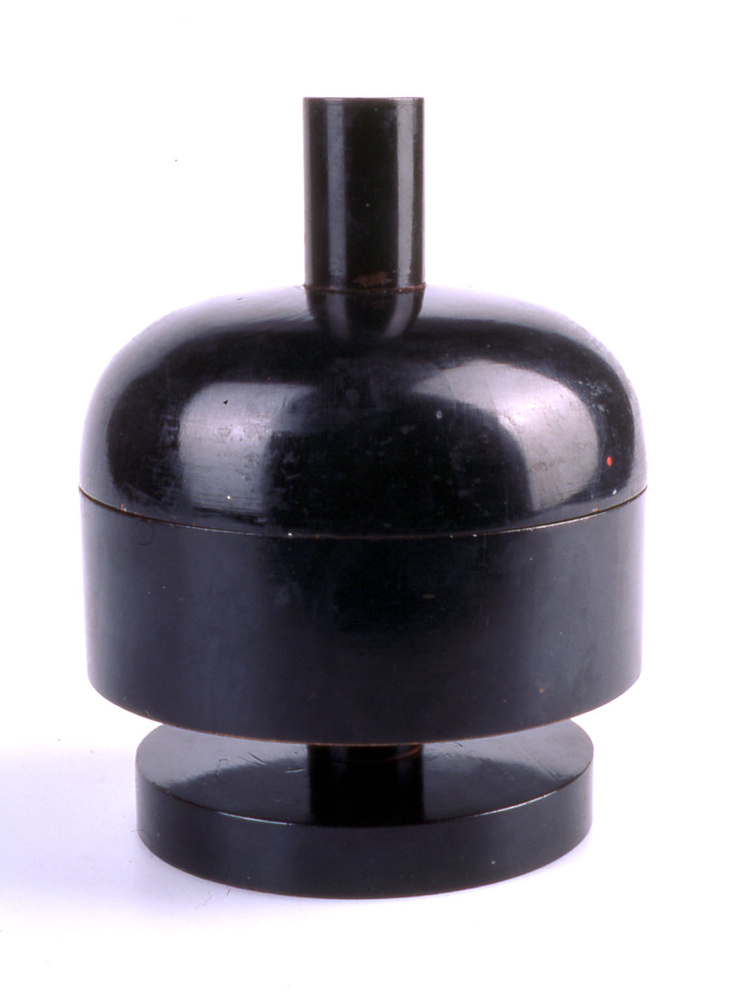
（彫刻作品）Coupe Dada、1916
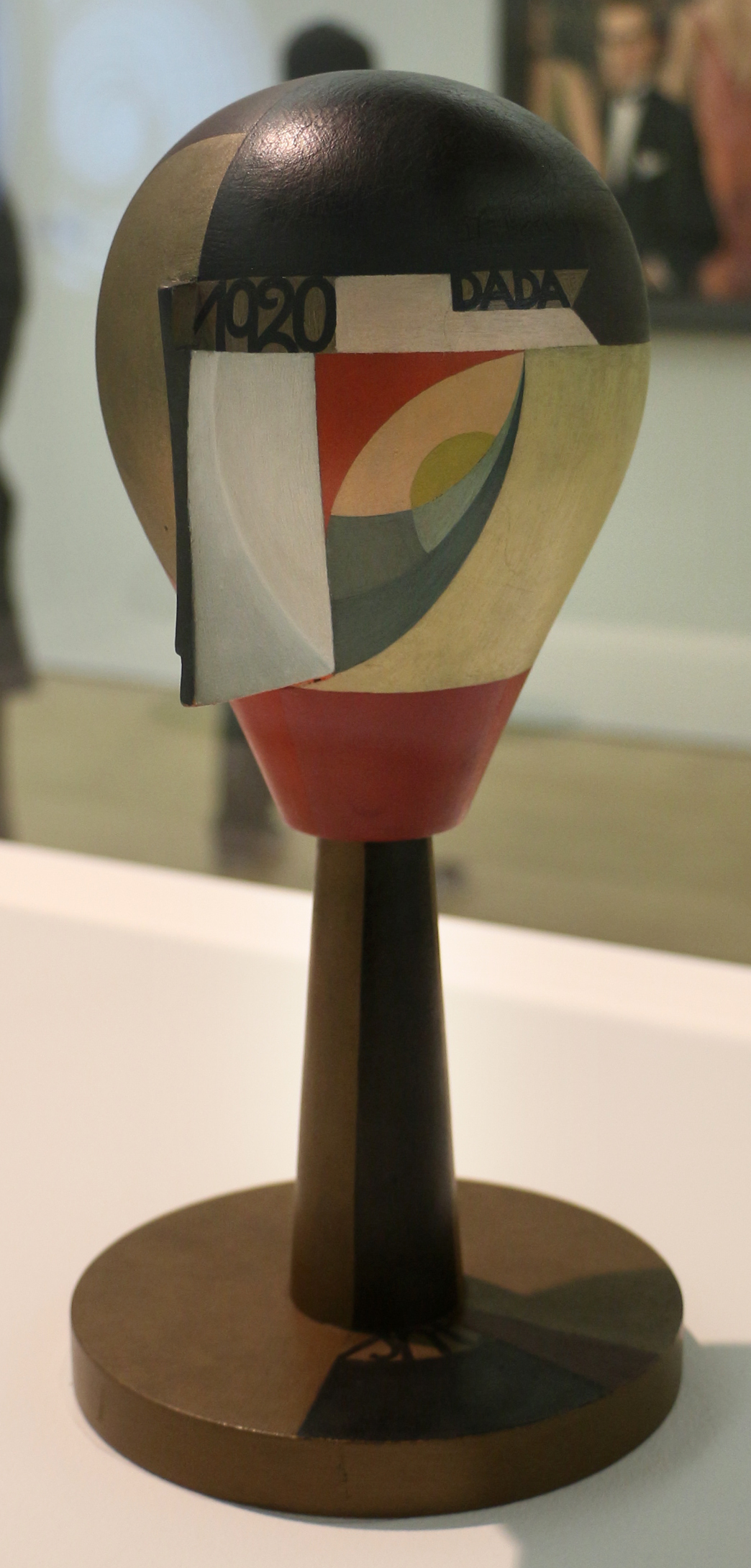
（彫刻作品）Tête Dada、1920

## 参照
1. 1 2 3  Schelbert, Leo (2014). Historical Dictionary of Switzerland. Rowman & Littlefield Publishers. p. 369. ISBN 978-1-4422-3352-2
2. ↑  Gaze, Delia (2013). Concise Dictionary of Women Artists. Routledge. p. 651. ISBN 978-1-136-59901-9
3. ↑  Arp, Jean; Hancock, Jane; Poley, Stefanie (1987). Arp, 1886-1966. Hatje. p. 286
4. ↑  Hilton Kramer (October 4, 1981), MOMA Presents a neglected Abstractionist New York Times.
5. 1 2 3 4 5 6  Roswitha Mair (2013) (German). Handwerk und Avantgarde. Das Leben der Kunstlerin Sophie Taeuber-Arp. Parthas Verlag Berlin. ISBN 978-3-86964-047-1
6. ↑  Pappas, Theoni (1999). Mathematical footprints: discovering mathematical impressions all around us. Wide World Publishing/Tetra. p. 127
7. ↑  Saskia de Rothschild (February 14, 2013), Glimpses of Jean Arp’s World New York Times.
8. ↑  Rhiannon Williams (2016年1月19日). “Who was Sophie Taeuber-Arp? One of the most influential female artists you've probably never heard of”.  The Daily Telegraph. 2016年1月19日閲覧。
9. ↑  “Sophie Taeuber-Arp’s 127th Birthday”. google.com. 2016年1月27日閲覧。

- West, Shearer (1996). The Bullfinch Guide to Art. UK: Bloomsbury Publishing Plc. ISBN 0-8212-2137-X
- Schmidt, Georg, ed. (1948). Sophie Taeuber-Arp, Holbein Verlag.
- Vgele, Christoph, and Walburga Krupp (2003). Sophie Taeuber-Arp: Works on Paper, Kehrer Verlag.